# Otto Hirschel
Karl Otto Hirschel (* 2. Juli 1862 in Frankfurt am Main; † 22. September 1919 in Friedberg) war Architekt und Mitglied des Deutschen Reichstags.

## Leben
Otto Hirschel war der Sohn des Mechanikers Johann Philipp Hirschel und dessen Frau Anna Magdalena Margaretha geborene Dietz. Otto Hirschel, der evangelischen Glaubens war, heiratete Elise geborene Neukum.
Hirschel besuchte das Realgymnasium und wurde Architekt; 1894 wurde er Direktor der landwirtschaftlichen Hauptgenossenschaft für Oberhessen und Friedberg. Er war Herausgeber der Deutsche Volkswacht. Kampfblatt der rechtsgerichteten Katholiken, die 1932, nach seinem Tod, zur Wahl der NSDAP aufrief.
Ab 1889 war er für den Hessischen Bauernbund in Wort und Schrift tätig. 1891 gründete er in Frankfurt den antisemitischen „Deutschen Verein“.
Von 1893 bis 1898 war er Mitglied des Deutschen Reichstags für den Wahlkreis Großherzogtum Hessen 6 (Erbach, Bensheim, Lindenfels, Neustadt im Odenwald) und die antisemitische Deutsche Reformpartei. Von 1902 bis 1908 war er auch Mitglied der II. Kammer der Landstände des Großherzogtums Hessen als Vertreter des Wahlbezirks Oberhessen 6/Grünberg.